# كريل مؤنف
كريل مؤنف (الاسم العلمي: Euphausia mucronata) هو نوع من المفصليات يتبع جنس الكريل من الفصيلة الكريلية.